# Paulo Sérgio de Oliveira Lima
Paulo Sérgio de Oliveira Lima (Rio de Janeiro, 1954. július 24. –) brazil válogatott labdarúgókapus.

## Pályafutása

### Klubcsapatban
1972 és 1975 között a Fluminensében játszott, melynek színeiben két Carioca (Rio de Janeiro állam) bajnoki címet szerzett (1973, 1975). 1976-ban az Alagoano játékosa volt, 1977 és 1978 között a Volta Redonda csapatában védett. 1978 és 1979 között az Americano együttesében szerepelt. 1980 és 1984 között a Botafogót erősítette. Később játszott még a Goiás EC (1985), az America-RJ (1985, 1987–88) és a Vasco da Gama (1988) csapatában.

### A válogatottban
1981 és 1982 között 3 alkalommal szerepelt a brazil válogatottban. Részt vett az 1982-es világbajnokságon.

## Sikerei, díjai

### Játékosként
Fluminense
- Carioca bajnok (2):  1973, 1975